# Armeniens lantbruksuniversitet
Armeniens lantbruksuniversitet är ett universitet i Jerevan i Armenien, grundat 1930.